# Политическая система Армении
Государственный строй Республики Армении определен Конституцией, принятой всенародным голосованием 5 июля 1995 года. Поправки к Конституции были приняты в результате всенародного референдума 27 ноября 2005 года. После Конституционный референдума в Армении 6 декабря 2015 года сделали следующие поправки по Конституции Армении, по которой она, переходила с полупрезидентской, в парламентскую республику.

## Конституционные основы
Драматические события первых двух лет посткоммунистического транзита в Армении привели к тому, что разработка конституционных основ новой государственности осуществлялись с серьёзным запозданием. Новая Конституция, провозгласившая Армению независимым демократическим государством, основу которого составляет идеологический и экономический плюрализм (статьи 7,8), была принята на общенародном референдуме 5 июля 1995 г. Поправки к Конституции были приняты в результате всенародного референдума 27 ноября 2005 г.
Конституция 1995 г. вызвала резкую критику армянской оппозиции, особенно в части касающейся перераспределения власти в пользу президента за счёт полномочий парламента.
Полномочия президента, в частности, регламентируются статьёй 55 Конституции. Глава государства подписывает в 21-дневный срок принятые Национальным Собранием законы или возвращает их в парламент с требованиями нового их обсуждения, имеет полномочия по роспуску парламента, если в соответствии со ст. 74 Национальное собрание дважды подряд в течение двух месяцев не одобряет программу Правительства.
Президент Республики может распустить Национальное Собрание по предложению Председателя Национального Собрания или Премьер-министра, если:
А) Национальное Собрание в течение трех месяцев очередной сессии не принимает решение по проекту закона, признанного постановлением Правительства неотложным;
Б) в течение очередной сессии более трех месяцев не созываются заседания Национального Собрания;
В) в течение очередной сессии более трех месяцев Национальное Собрание не принимает какого-либо решения по обсуждаемым им вопросам.
Президент имеет преимущественные по сравнению с другими ветвями власти полномочия при назначении Генпрокурора, Председателя Центрального Банка, Председателя Контрольной Палаты, членов Конституционного суда, формировании Совета Правосудия, назначении членов Кассационного суда.

### Референдум 2005 года
Победивший на выборах в 1998 года президент Кочарян, в предвыборной программе которого были обещания проведения конституционной реформы (это же требование выдвигалось в качестве условия приёма Армении в Совет Европы), учредил по приходе на высший пост в государстве специальную комиссию с целью разработки поправок к Конституции РА. Проект реформирования Основного закона Армении был подготовлен партиями коалиции власти (Республиканская партия, Партия «Оринац Еркир» и «Дашнакцутюн»), и еще 21 политическая партия призвали сказать «да» проекту поправок. Эксперты Венецианской комиссии СЕ, ПАСЕ, мониторинговая группа Комитета министров СЕ и ОБСЕ считали, что данный пакет поправок к Основному Закону, является хотя и не идеальной, но довольно хорошей основой для обеспечения в Армении демократических процессов.
Варианты поправок, подготовленные оппозицией, не были в основном приняты к сведению, и оппозиция призвала к бойкоту Референдума, который состоялся 27 ноября 2005 г. За его ходом наблюдали многочисленные международные наблюдатели, в том числе, от Парламентской Ассамблеи Совета Европы и СНГ. Для принятия поправок к конституции за них должны были проголосовать не менее трети избирателей (767 тысяч человек). Несмотря на низкую фактически явку избирателей (менее 50 %), ЦИК Референдума по поправкам к Конституции Армении объявил, что Референдум можно считать состоявшимся. По данным Центризбиркома, в референдуме приняло участие 1.483.383 избирателя, или 64,4 % от общего числа избирателей. Согласно информации, поступившей с 1966 избирательных участков (в том числе находящихся за рубежом), «да» обновленной Конституции сказали 33.587 человек, или 95,1 % голосовавших.

## Исполнительная власть
Согласно ст. 85 Конституции, Правительство разрабатывает и осуществляет внутреннюю политику Республики Армения. Внешнюю политику Республики Армения Правительство разрабатывает и осуществляет совместно с Президентом Республики. К компетенции Правительства относятся все те вопросы государственного управления, которые не отнесены законом к компетенции иных государственных органов или органов местного самоуправления.
Во главе правительства стоит премьер — министр, назначаемый президентом страны и Национальным Собранием. Президент также утверждает министров по представлению премьер — министра и с одобрения депутатов. Хотя премьер — министр и члены правительства подотчетны президенту, который обладает полномочиями по их отставке, а парламент имеет весьма ограниченные возможности влияния на исполнительную власть, депутаты тем не менее очень часто создают из своего состава специальные комиссии для рассмотрения и последующих слушаний по весьма чувствительным вопросам социально -экономического развития.
Правительство контролирует сбор налогов, министерство финансов составляет и вносит в парламент проект бюджета страны с учетом потребностей развития 10 областей и г. Еревана.
В 2002 году Национальным Собранием принят представленный администрацией президента и правительством законопроект о госслужбе. В 2003 г. парламент предварительно дважды отклонял внесенный законопроект из-за содержавшегося в нем положения о назначении президентом персонального состава ключевых членов государственной комиссии по назначению руководителей в сфере предоставления государством социальных услуг населению. Резкое неприятие законопроекта оппозицией как неконституционного акта вынудило власти Армении направить его на экспертизу в Совет Европы. Выраженные этим всеевропейским органом замечания были учтены лишь частично; хотя закон в целом способствует повышению эффективности управления, он по-прежнему не снижает коррупцию во власти и в общественном секторе.
Внешнюю политику Республики Армения Правительство разрабатывает и осуществляет совместно с Президентом Республики. К компетенции Правительства относятся все те вопросы государственного управления, которые не отнесены законом к компетенции иных государственных органов или органов местного самоуправления. Правительство на основании Конституции, международных договоров, законов Республики Армения или нормативных актов Президента Республики и в целях обеспечения их исполнения принимает постановления, которые подлежат исполнению на всей территории Республики.
Кроме функций и полномочий, предусмотренных ст. 89 Конституции, Правительству, как и депутатам, принадлежит право законодательной инициативы в Национальном Собрании. В соответствии со ст. 75 Конституции, Правительство может устанавливать последовательность обсуждения внесенных им проектов законов и потребовать, чтобы они были поставлены на голосование с приемлемыми только для него поправками. Проекты законов, согласно заключению Правительства уменьшающих доходы или увеличивающих расходы государственного бюджета, принимаются Национальным Собранием большинством голосов от общего числа депутатов. Правительство в связи с принятием внесенного им проекта закона может поставить вопрос о доверии. Если в течение двадцати четырех часов после постановки Правительством вопроса о доверии, ему одной третью от общего числа депутатов Национального Собрания не представляется проект постановления о выражении недоверия Правительству или в случае представления такого проекта большинством голосов от общего числа депутатов Национального Собрания в срок, установленный частью третьей статьи 84, решение о выражении недоверия Правительству не принимается, то проект закона, внесённый последним, считается принятым. Правительство в связи с внесенным им проектом закона может ставить вопрос о доверии не более двух раз в течение одной сессии.

## Законодательная власть
Высшим законодательным органом является однопалатное Национальное Собрание. 
Право законодательной инициативы в Национальном Собрании принадлежит депутатам и Правительству.
Национальное Собрание большинством голосов от общего числа депутатов может выражать недоверие Правительству.
Национальное Собрание не может быть распущено в период военного или чрезвычайного положения, а также тогда, когда возбужден вопрос об отрешении от должности Президента Республики. В период военного и чрезвычайного положения выборы Национального Собрания не проводятся, а срок полномочий Национального Собрания продлевается до дня открытия первой сессии Национального Собрания, избранного вновь после окончания военного или чрезвычайного положения. В этом случае выборы Национального Собрания проводятся не ранее чем в течение пятидесяти и не позднее чем в течение шестидесяти дней после окончания военного или чрезвычайного положения.

## Судебная власть
Правосудие в Республике Армения осуществляется только судом, в соответствии с Конституцией и законами страны. Судами общей юрисдикции являются суды первой инстанции, апелляционные суды и Кассационный Суд. В Армении действуют также хозяйственный, военный, а также иные суды, предусмотренные законом. Создание чрезвычайных судов запрещается Конституцией
Высшей судебной инстанцией Республики Армения, кроме вопросов конституционного правосудия, является Кассационный Суд, который призван обеспечивать единообразное применение закона. Полномочия Кассационного Суда устанавливаются Конституцией и законом. Создание чрезвычайных судов запрещается. Конституционное правосудие в Республике Армения осуществляется Конституционным Судом. Независимость судов гарантируется Конституцией и законами. Полномочия, порядок формирования и деятельности судов устанавливаются Конституцией и законами. Полномочия и порядок формирования Конституционного Суда устанавливаются Конституцией, а порядок его деятельности устанавливается Конституцией и законом о Конституционном Суде.
Ст. 94 устанавливает, что в установленном Конституцией и законом порядке формируется и действует Совет правосудия.
В состав Совета правосудия входят девять судей, избранных в установленном законом порядке сроком на пять лет тайным голосованием на общем собрании судей Республики Армения, по два юриста-учёных, назначенных Президентом Республики и Председателем Национального Собрания. Заседания Совета Правосудия ведёт Председатель Кассационного Суда.
Ст. 101 Конституции указывает, кто и в каких случаях имеет право обращения в Конституционный Суд. Рядовые граждане полномочны искать защиты у высшего судебного органа только по конкретному делу, когда в наличии имеется акт суда, исчерпаны все средства судебной защиты и оспаривается конституционность применённого к нему этим актом положения закона. По мнению международных экспертов, такая норма существенно затрудняет для рядовых граждан возможность обращения в Конституционный Суд.
Примечательно, что Конституционный Суд (ст. 102) своим решением может устанавливать более поздний срок утраты правовой силы нормативного акта или его части, которые не соответствую Конституции.
В январе 1999 г. Конституционный Суд признал неконституционной передачу на условиях эксклюзивности (монополии) сроком на 15 лет рынок телекоммуникаций греческой компании Армен Тел.
17 октября 2000 г. Суд признал неконституционным смещение с должности спикера парламента Армена Хачатряна, хотя 26 сентября того же года за это проголосовало большинство членов парламента.
Конституция гарантирует презумпцию невиновности, право гражданина не давать показания против себя. В соответствии с обязательствами Армении перед Советом Европы в стране не выносились с начала 1990-х годов смертные судебные приговоры. Правоохранительные органы не могут задерживать подозреваемого более чем на 72 часа без предъявления ему уголовного обвинения и содержать сверх этого срока далее под арестом без решения суда. Только прокуратура может дать санкцию на обыск, однако данные положения закона часто нарушаются. Нарушение прав задержанных и подозреваемых в Армении являются предметом внимания Международной Амнистии, а грубое обращение в ходе следствия над участниками нападения на парламент в 1999 г., повлекшее гибель ряда депутатов, явилось предметом разбирательства Комитета ООН против пыток, в результате чего правительство Армении гарантировало доступ к участникам террористической акции членов их семей, адвокатов и врачей.
По рекомендациям Совета Европы в конце 2001 г. исправительная система наказаний в Армении была вывезена из подчинения Министерства внутренних дел и передана в ведение Министерства юстиции.